# ザポリージャ (潜水艦)
ザポリージャ（宇: U01 Запоріжжя）は、ウクライナ海軍の保有する通常動力型潜水艦である。艦名は、ウクライナの都市ザポリージャに由来する。ウクライナ海軍での正式分類は潜水艦 (підводний човен) または大型潜水艦 (великий підводний човен) であるが、報道機関など一般にはしばしば伝統的な підводний човен（）にかえて英語風の субмарина（）という呼び方も使用している。意味はどちらでも「潜水艦」である。

## 概要

### 建造
「ザポリージャ」は、元はソビエト連邦（以下、ソ連）がソビエト連邦海軍（以下、ソ連海軍）向けに建造した潜水艦であった。当初の艦名は「B-435 (Б-435) 」で、641設計大型潜水艦の最後から4番目となる55番艦であった。
ソ連海軍での正式分類では、大型潜水艦 (большая подводная лодка)、特に大型魚雷潜水艦 (большая торпедная подводная лодка) に類別された。
建造はレニングラードの新海軍工廠工場で行われ、工場番号は260であった。1970年2月11日付で海軍へ登録され、3月24日に起工5月29日に進水6月11日に竣工した。夏には引渡し基地となるラトビアのリエパーヤ海軍基地へ開港され、受領試験が実施され、10月16日には国家試験プログラムが開始され、11月6日付で海軍へ引き渡され、11月24日付けで、北方艦隊へ編入された。

### 北方艦隊
1971年1月には艦隊間回航を実施し、ポリャールヌイへ回航された。その途上、ビスケー湾において乗員に対する外科手術が行われた。ポリャールヌイ海軍基地に到着した「B-435」は、北方艦隊・第4潜水艦艦隊・第96潜水艦戦隊へ配属された。
1971年5月から12月28日まで、大西洋北東海域において210日間の任務についた。10月31日～11月9日にかけてハバナを公式訪問した。しかし、ハバナ港において大型対潜艦「セヴァストーポリ (Севастополь)」と接触事故を起こし、ソナー覆いに損傷を受けた。
1972年6月27日～8月10日にかけて、ムルマンスクの第35船舶修理工廠において修理を受け、その後、第161潜水艦戦隊へ転属した。翌年の5月3日まで地中海へ派遣された。
1977年1月3日から9月29日にかけて、第69潜水艦戦隊に所属して地中海へ派遣された。その間、6月30日～7月4日にかけて、チュニス市を訪問した。1979年12月24日～1981年7月14日にかけて、クロンシュタットの国防省海軍工廠においてオーバーホールを受けた。

### 黒海艦隊
1990年夏には白海を去り、運河を通ってアゾフ海経由で黒海へ回航された。8月27日付けで黒海艦隊へ転属した、セヴァストポリのピヴデナ湾に基地を置く第14潜水艦師団・第153潜水艦戦隊に配属された。
翌年のソ連崩壊により、黒海艦隊はウクライナとロシア連邦が共同管理することとなった。1994年、「B-435」は黒海艦隊における「優秀な潜水艦」に選出され、11月には、「優秀艦」に選出された。この年、「B-435」バラクラヴァ湾へ回航された。1995年には、バラクラーヴァ湾からピヴデナ湾へ曳航され、2月16日付けで、第155潜水艦戦隊に配属替えされた。
1995年～1996年にかけて、セヴァストポリのキレン湾にある第13船舶修理工場にてオーバーホールを受けた。修理後、潜水を除く工場航行試験プログラムが実施された。潜水試験が除かれたのは、潜水航行に必要な蓄電池が調達できていなかったためである。

### ウクライナ海軍

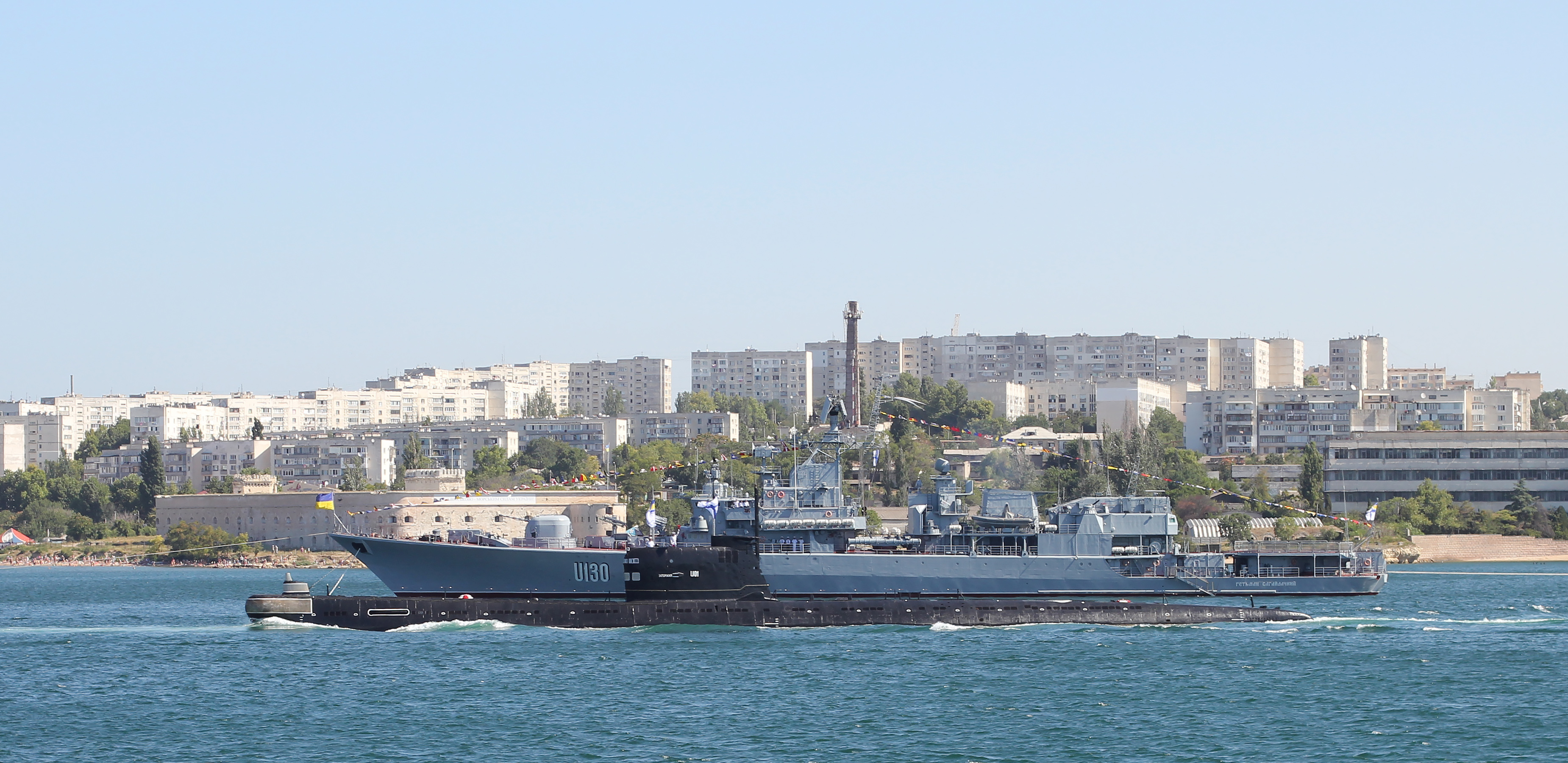
2012年のザポリージャ。

「U-435」は1997年7月11日付けで、ウクライナ海軍へ移管された。潜水艦はザポリージャ市議会の支援を受けたため、同年7月21日付けで「ザポリージャ」に艦名を改めた。ウクライナ海軍では通常、船首に艦番号を記しているが、「ザポリージャ」ではセイルに艦番号「U01」が記入された。
8月1日、ウクライナ・ロシア間での合意により、同年5月28日付けでウクライナ海軍に譲渡されたことになった。艦上には、ウクライナ海軍旗が掲揚された。8月3日、バラクラーヴァ湾へ基地を移動した。蓄電池が調達できなかったため、そのまま繋留された。ロシア海軍からは、9月8日付けで退役した。ソ連海軍時代とあわせて、14回の作戦任務を遂行した。
「B-435」のウクライナへの引渡しと同時に、当初は姉妹艦「B-9」もウクライナ側へ引き渡される予定であった。しかし、ウクライナのロシアに対する負債のために差し押さえられ、最終的にはロシア政府によって武装解除の上で解体された。
「ザポリージャ」について国防省は2002年の就役を計画していたが、蓄電池がなく完全な任務遂行能力に欠けていたため、これを断念した。
2002年1月10日に、ギリシャの企業「イェルノマス S.A.」とウクライナの非公開株式会社「UkrBAT」とのあいだで蓄電池購入に関する契約が結ばれたと報ぜられた。
代金として1,800万フリヴニャ（約350万ドル相当）が支払われた。
支払いは、ウクライナ鉄道によって賄われた。
反ウクライナのロシア右派系ニュースサイトによれば、蓄電池はロシアで購入すれば半値であったが、売却を拒否されたという。
2002年8月には、高圧縮空気ボンベの検査期間満了に伴い、バラクラヴァ船舶修理工場で乾ドック入りした。「ザポリージャ」が修理を受けている2003年1月16日に大型揚陸艦「コンスタンティン・オルシャンスキー(U402 Костянтин Ольшанський) 」がギリシャから蓄電池を輸送するためセヴァストーポリを出港し、ギリシャで受け取った蓄電池を積んで1月29日に帰港した。「ザポリージャ」は2月22日に修理を終え、セヴァストーポリにおいて進水式が催され、現役に復帰した。
その翌日には、曳船「コレツ(U830 Корець) 」「クレメネツ(U705 Кременець) 」「クラスノペレコプスク(U947 Красноперекопськ) 」によって曳航され、バラクラヴァ湾からキレン湾の小港湾へ移った。「ザポリージャ」は黒海艦隊第13修理工廠へ移動して武装と蓄電池の積み込み並びに修理を行う計画になっていた。春には航行試験に入るとアナウンスされた。
3月17日、内閣で「ザポリージャ」の今後に関する各省庁間の検討委員会の設立が採択された。これに関連して国防省は、「ザポリージャ」の保有は海軍に潜水艦隊という兵科を残すだけではなく、対潜艦艇や対潜哨戒機、対潜ヘリコプターに完全な訓練を行わせるために必要不可欠な意義があると主張した。
最終的に、委員会は「ザポリージャ」の現役続行を決定した。
3月31日には、セヴァストポリ・ストリレーツィ湾にある黒海艦隊第13船舶修理工場に入った。修理のために、「AvtoZAZ-大宇」とザポリージャ州政府からの資金援助を受けた。11月17日に発表された2004年度の改革計画では、コルベット「テルノーピリ(U209 Тернопіль) 」の就役、「ザポリージカ・シーチ」の起工と並んで潜水艦「ザポリージャ」の修理完了がその基幹に据えられた。しかし、主に資金面での問題から工期は延び、その後もずっと修理工場に入ったままになった。
2006年4月3日に報じられたテレビ・ラジオ会社「ブルィーズ」のインタビューにおいて、 国防相アナトリー・フリツェンコは、
- 黒海には潜水艦戦力を必要とするような軍事的・政治的状況がない。
- 潜水艦は旧式な過去の遺物であり、実戦能力がない。
- 潜水艦配備のためには専門職の教育から基地の整備まで、すべてのインフラを整備しなければならないこと

を挙げ、「ザポリージャ」について否定的な見方をし、「退役させるべきであり、修理して外国へ売却する決定を採択した」と述べた。フルィツェーンコは、「海軍予算の半分を食い尽くす」ミサイル巡洋艦「ウクライナ」と並べて、「ザポリージャ」の退役を説明した。
2007年1月1日には、同型艦を保有するリビア海軍へ修理完了ののち売却する計画であると報道された。
2月12日付けの別の報道では、インドネシアが購入を希望していると伝えられた。
6月15日の報道では、総司令部長官・ウクライナ軍総司令官 セルヒーイ・クィルィチェーンコ上級大将は「ザポリージャ」について、この年の末までに航行試験に入る準備を完了すると述べた。そして、「ザポリージャ」は未だウクライナ海軍に在籍しており、その完成は売却を前提としたものではない、ウクライナ海軍では潜水艦のための乗員が準備されており、売却の最終決定がなされない限りウクライナ海軍で現役に留まる、と強調した。なぜなら、もし買い手は誰も現れなかったという最終決定が出た場合、当てもないまま売却目的で建造した潜水艦は与えられた任務を遂行できないということになるからである。
7月2日には、フルィツェーンコが「ザポリージャ」はレストランとして完成されるという噂について、何の根拠もないとし、売却するために修理工事が行われていると説明した。
2008年3月15日、 国防相ユーリー・イェハヌーロウは「ザポリージャ」の売却をあり得ないこととして否定した。そして「1年後には工事を完了して海上で国家試験が行われる」と述べた。
イェハヌーロウは、3月24日には「ザポリージャ」の修理には1,200万フリヴニャ、つまり毎月100万フリヴニャが必要であり、現在のウクライナにはその財力がない、しかし、ウクライナ海軍の訓練には潜水艦が不可欠であると「コメルサント＝ウクライナ」紙のインタビューで答えた。
イェハヌーロウは7月6日には、「ザポリージャ」完成のためには、まず1,700万フリヴニャの返済が必要であり、さらに作業の完了のために1,000万フリヴニャの支払いが必要である、従って総額で2,700万フリヴニャが必要となる、と説明した。また、作業のうち700万フリヴニャ分は完了しており、残る1,000万フリヴニャ分の作業を考えると、航行試験は翌年初頭になるだろうとの展望を示した。
12月8日の時点で、「ザポリージャ」の修復工事の進捗度は75%であった。
予定ではこの年のうちに修理工事を完了するはずであったが、使用予定であった設備がロシアの潜水艦「B-380」によって使用されていたため、予定変更を余儀なくされた。
2009年には、「ザポリージャ」の修理作業は新たな段階へ進められることとなった。
船体外殻の張替え、底尾部の修理、スクリュー、舵、力材パッキングの修理、船首キャプスタンの補修、船体ならびにバラストタンクの洗浄と塗装が行われることとなった。主要動力装置の試験も完全に行われた。3月18日、港湾曳船「クラスノペレコープシク」に曳航された「ザポリージャ」は、環境対策のため石油廃棄物収集船「MKS-482 (U954 MKS-482) 」を伴って黒海艦隊第13船舶修理工場からセヴァストポリのトリーツャ湾へ移動した。作業には、セヴァストポリ港の離岸曳船「マヤーク」も参加するよう命ぜられた。曳船に曳航され「ザポリージャ」は浮きドックPD-88へ入った。
「ザポリージャ」艦長の オレーフ・オルローウ一等佐官によれば、作業日程は45日間とされ、その後に乗員は蓄電池を搭載し、繋留試験を行う計画であった。
この作業の間に底尾部の修理が施工され、船体喫水線下の部分の洗浄と塗装、スクリュー・舵群の点検その他が行われ、潜水艦の稼動に向けた準備作業がなされた。海軍記念日直前の7月3日には、作業の進捗度は83%であると発表された。
7月18日午後には、曳船「マヤーク」ならびに「メハーニク・レーピン」によって「ザポリージャ」は浮きドックから引き出され、蓄電池積み込み作業のため、第13修理工場へ戻った。海軍捜索事故救難作業センターからは港湾曳船 「ドゥブノ(U953 Дубно) 」が派遣され、また環境対策のため「MKS-482」も出動した。
2009年9月には、第13修理工場において蓄電池の積み込み作業が行われた。この時点で、修理完了のためには 1,000万フリヴニャが必要であるとされた。7月の時点では年末までに「ザポリージャ」は航行試験に入るとアナウンスされていたが、実際には修理は完了しなかった。
2010年1月には蓄電池が搭載され、ソナーとレーダー装置、通信装置の修復が行われた。
2月4日には、セヴァストポリにおいて繋留試験および航行試験のための準備指示が、海軍司令官 イーホル・テニューフ大将から出された。
3月20日には、ラジオ「モスクワのこだま」のインタビューで、ロシア海軍総参謀長第一代理である オレーク・ブールツェフ中将が、ウクライナの新大統領（ヴィクトル・ヤヌコーヴィチ）とのとの関係改善により、潜水艦の作業についてロシア政府はウクライナに積極的に協力することにした、と宣言した。
4月初頭には航行試験についての協議がウクライナ海軍と協力関係にあるトルコ海軍との間でなされ、航行試験までの実務的協力が得られることになった。
2010年10月には、「ザポリージャ」の乗員グループから選ばれた士官4名が研修を受けるためにロシア黒海艦隊の大型潜水艦「アルローサ (B-871 Алроса) 」に出向した。
彼らは難破した潜水艦からの脱出の際の手順を訓練し、出航の際の艦の点検を「アルローサ」の乗員とともに行iい、10月6日には海上での実務遂行に加わった。研修は10月15日に完了した。
テレビ・ラジオ会社「ブルィーズ」のインタビューに答えた ユーリイ・イリイーン少将によれば、乗員は「アルローサ」が黒海艦隊の水上艦隊と行った合同演習にも参加する機会もあった。
2010年12月に「ザポリージャ」は修理を終える予定とアナウンスされている。 
イリイーン少将はテレビ・ラジオ会社「ブルィーズ」のインタビューの中で、「ザポリージャ」は2010年12月に繋留試験、2011年5月に航行試験を開始し、その後ウクライナ海軍へ就役すると説明した。
2012年、「ザポリージャ」はウクライナ海軍に再就役し、8月22日に最初の試験航海を終えた。すでに艦齢は42年に達しての再就役だが、将来新型潜水艦を導入した際のための訓練に用いられるとされていた。

### ウクライナの潜水艦
1997年から2010年に至るまで、「ザポリージャ」はウクライナ海軍にとっては唯一の潜水艦であった。ミサイル巡洋艦「ウクライナ」とともに、「ザポリージャ」はウクライナ海軍の誇りの象徴的存在であった。しかし、その修理にあまりに手間が掛かっていることや、費用の問題、それに旧式な潜水艦そのものの問題から、ミサイル巡洋艦「ウクライナ」と並んでしばしば不要論が出されてきた。
なぜウクライナ海軍にとって潜水艦が必要なのか、それについてウクライナ国防省の新聞は次のように説明している。
ウクライナにとって海軍の潜水戦力保有は、海軍の持つべき価値のシンボルとなっている。ウクライナ以外のすべての主要な黒海沿岸諸国、すなわちトルコ、ロシア、ルーマニア、ブルガリアは潜水戦力を持っており、ウクライナだけがこれほど長期にわたって修理と潜水艦保有が理に適っているかの話し合いを続けてきた。強い産業を持った強国だけが潜水艦隊を持つことができるのである。そうでない国では、潜水艦は港に係留され、戦力を失う。また、潜水艦の維持や乗員の養成は短期間で為し得るものではない。
ウクライナ国防省では、予算のうち10ないし12%が装備品の更新に当てている。これはポーランドやトルコにおける50%、カザフスタンの45% に比べて著しく低い。すなわち、ウクライナでは装備の更新が進まないため、相対的に装備の兵器の陳腐が年々進むということを意味している。2011年度は、2010年度よりかなり多くの予算が必要となると指摘されているが、経済状況次第であるが、ウクライナ事変でのセヴァストポリ占拠が行われ起こっていた当時は不幸にも同市の港に係留されていたため他の係留艦とともに強制的にロシア軍に接収された。

## 艦長
| 代 | 氏名                         | 就任                   | 退任                            |              |
| -- | ---------------------------- | ---------------------- | ------------------------------- | ------------ |
| 1  | ウラジーミル・コセーンコ     | 1970年10月16日         | 1976年5月21日                   | [ 51 ]       |
| 2  | スタニスラフ・ポテーシュキン | 1976年（月日不詳）     | 不詳                            | [ 51 ] [ 1 ] |
| 3  | ミハイル・マナチーンスキイ   | 不詳                   | 1979年9月または11月（日付不詳） | [ 51 ] [ 1 ] |
| 4  | ドミートリイ・コソラーポフ   | 1979年（月日不詳）     | 1980年1月（日付不詳）           | [ 1 ]        |
| 5  | ウラジーミル・プチュニーン   | 1980年1月6日           | 1983年9月（日付不詳）           | [ 51 ]       |
| 6  | ウラジーミル・セミョーノフ   | 1983年9月（日付不詳）  | 1984年10月（日付不詳）          | [ 51 ]       |
| 7  | オレーク・クリーク           | 1984年10月（日付不詳） | 1985年10月（日付不詳）          | [ 51 ]       |
| 8  | ユーリイ・プローホロフ       | 1985年10月（日付不詳） | 1986年9月（日付不詳）           | [ 51 ]       |
| 9  | ヴァレーリィ・フョードロフ   | 1986年9月29日          | 1992年3月11日                   | [ 51 ]       |

| 代 | 氏名                     | 就任           | 退任           |        |
| -- | ------------------------ | -------------- | -------------- | ------ |
| 1  | セルゲイ・タバーチュヌイ | 1992年3月11日  | 1993年8月14日  | [ 51 ] |
| 2  | アンドレイ・エゴーロフ   | 1993年8月14日  | 1996年12月26日 | [ 51 ] |
| 3  | イーゴリ・ドミートリエフ | 1996年12月26日 | 1997年7月11日  | [ 51 ] |

| 代 | 氏名                 | 就任          | 退任         |        |
| -- | -------------------- | ------------- | ------------ | ------ |
| 1  | イヴァン・ジェメラ   | 1997年7月11日 | 2000年2月1日 | [ 51 ] |
| 2  | オレーフ・オルローウ | 2000年2月1日  | -            | [ 51 ] |